# Église Saint-Pierre de Thuré
Pour les articles homonymes, voir Église Saint-Pierre.
L'église Saint-Pierre est une église catholique située à Thuré, en France.

## Localisation
L'église est située dans le département français de la Vienne, sur la commune de Thuré. Elle est longée au nord par la rue de l'Église.

## Historique
L'église Saint-Pierre a un chevet en tuffeau, datant du XIIe siècle. La porte des morts est du XVe siècle. La nef est du même siècle. L'église a conservé de ses origines du XIIe siècle et du XIVe siècle, le chœur, le transept, le portail et la façade est. Le chevet roman a été récemment restauré. La porte des morts a été récemment redécouverte. Elle est nommée ainsi car elle était empruntée par les porteurs de cercueils.
L'édifice est classé au titre des monuments historiques en 1910.

## Descriptif
L'église Saint-Pierre du XIIe siècle a été remaniée de nombreuses fois au cours des siècles : aux XVe, XVIe, XVIIe et XVIIIe siècles. Elle est construite en tuffeau. Elle est de grande taille. 
La façade est simple. Elle est ornée d'un oculus et elle est dotée d'un narthex au XVIIIe siècle qui est un élément architectural rare dans la région poitevine. Jusqu'en 1789, les villageois se réunissaient sous le porche après la messe, pour débattre des problèmes de la communauté.
Le chevet est roman. Il comporte trois baies surmontées d'arcatures ornées de frises, avec un motif en "tête de clou". Elles sont encadrées de colonnes à chapiteau. Les modillons sont décorés de têtes humaines ou de monstres. Le thème iconographique illustre la conception médiévale du monde chrétien : le péché est repoussé hors du sanctuaire et le salut de l'âme et de l'homme se trouve à l'intérieur de l'édifice, dans la maison de Dieu ou la cité céleste.
Une porte est ouverte dans le mur nord. C'est la porte des morts. Elle était empruntée par les porteurs des cercueils qui devaient être inhumés dans le cimetière qui séparait alors, l'église du presbytère.
La nef est du XVe siècle. Elle a été rebâtie après la guerre de Cent Ans. Elle est dotée de trois travées voutées d'ogives. Deux chapelles des XVIe et XVIIe siècles sont ouvertes de part et d'autre du vaisseau central au niveau de la troisième travée.
La chaire, en bois, est du XVIIIe siècle. Elle est soutenue par un encorbellement de pierre. Elle est placée à la jonction de la nef et du transept.